# Xã East Boyer, Quận Crawford, Iowa
Xã East Boyer (tiếng Anh: East Boyer Township) là một xã thuộc quận Crawford, tiểu bang Iowa, Hoa Kỳ. Năm 2010, dân số của xã này là 475 người.